# Alloscirtetica frieseana
Alloscirtetica frieseana är en biart som först beskrevs av Herbst 1920.  Alloscirtetica frieseana ingår i släktet Alloscirtetica och familjen långtungebin. Inga underarter finns listade i Catalogue of Life.